# Ragnatela

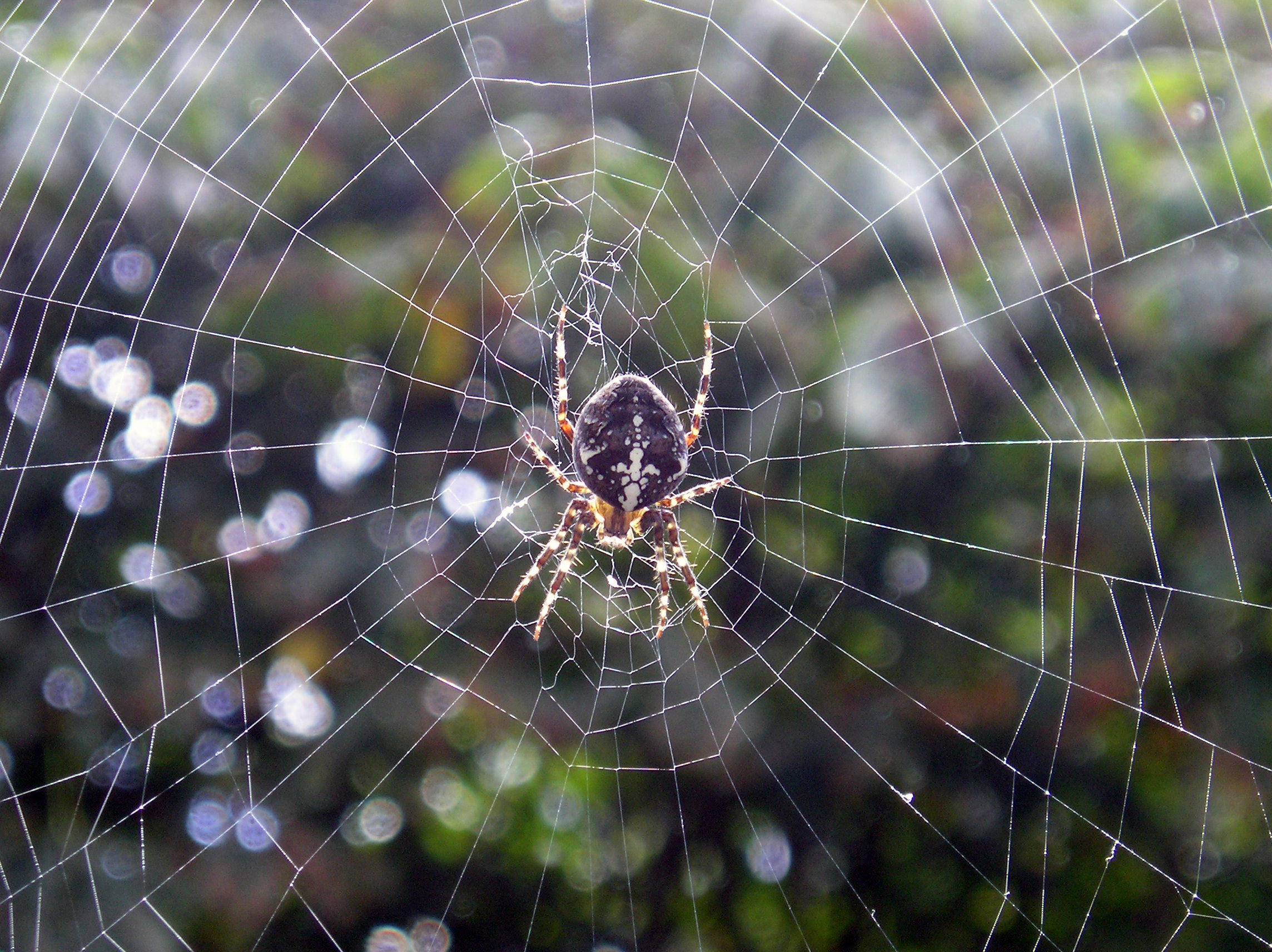
Una ragnatela e un ragno crociato

Infografica sul processo costruttivo di una ragnatela a spirale

Una ragnatela è una struttura creata da un ragno con seta di ragno proteica estrusa dalla sua filiera, costituita per la maggior parte in fibroina e principalmente utilizzata per catturare le prede (quasi sempre insetti) o per costruire nidi.
La tela è realizzata mediante fili in materiale viscoso che gli stessi ragni producono secernendoli tramite apposite ghiandole (i seritteri), ma possono produrre anche dei fili non viscosi che servono come struttura. La seta del ragno risulta particolarmente resistente ed elastica: il suo carico di rottura, pari a circa 1,3 – 1,65 GPa, è confrontabile con quello dell'acciaio di alta qualità, a fronte, tuttavia, di una densità molto inferiore all'acciaio. Ne risulta un rapporto 5 volte maggiore tra carico di rottura e densità (3 volte maggiore rispetto a fibre sintetiche come il Nylon). Questo è il motivo per cui la ragnatela di solito può resistere alla forza dell'impatto di un insetto volante senza lacerarsi. I fili sono leggeri e impermeabili, ma hanno comunque un'elevata capacità di assorbimento dell'acqua paragonabile a quella della lana. Resistono agli attacchi microbiologici e sono comunque biodegradabili.

## Tipi di ragnatele
Ci sono tipi diversi di ragnatele (e alcuni ragni sono classificati a seconda del tipo della tela da loro prodotta). Citiamo qui di seguito alcuni tipi di ragnatele:
- Ragnatele a spirale, associate fondamentalmente con la famiglia Araneidae, Tetragnathidae e Uloboridae
- Ragnatele a groviglio, associate con la famiglia Theridiidae
- Ragnatele ad imbuto, che si associano con la tarantola e con i ragni araneomorfi
- Ragnatele tubolari che corrono alla base degli alberi
- Ragnatele a foglio

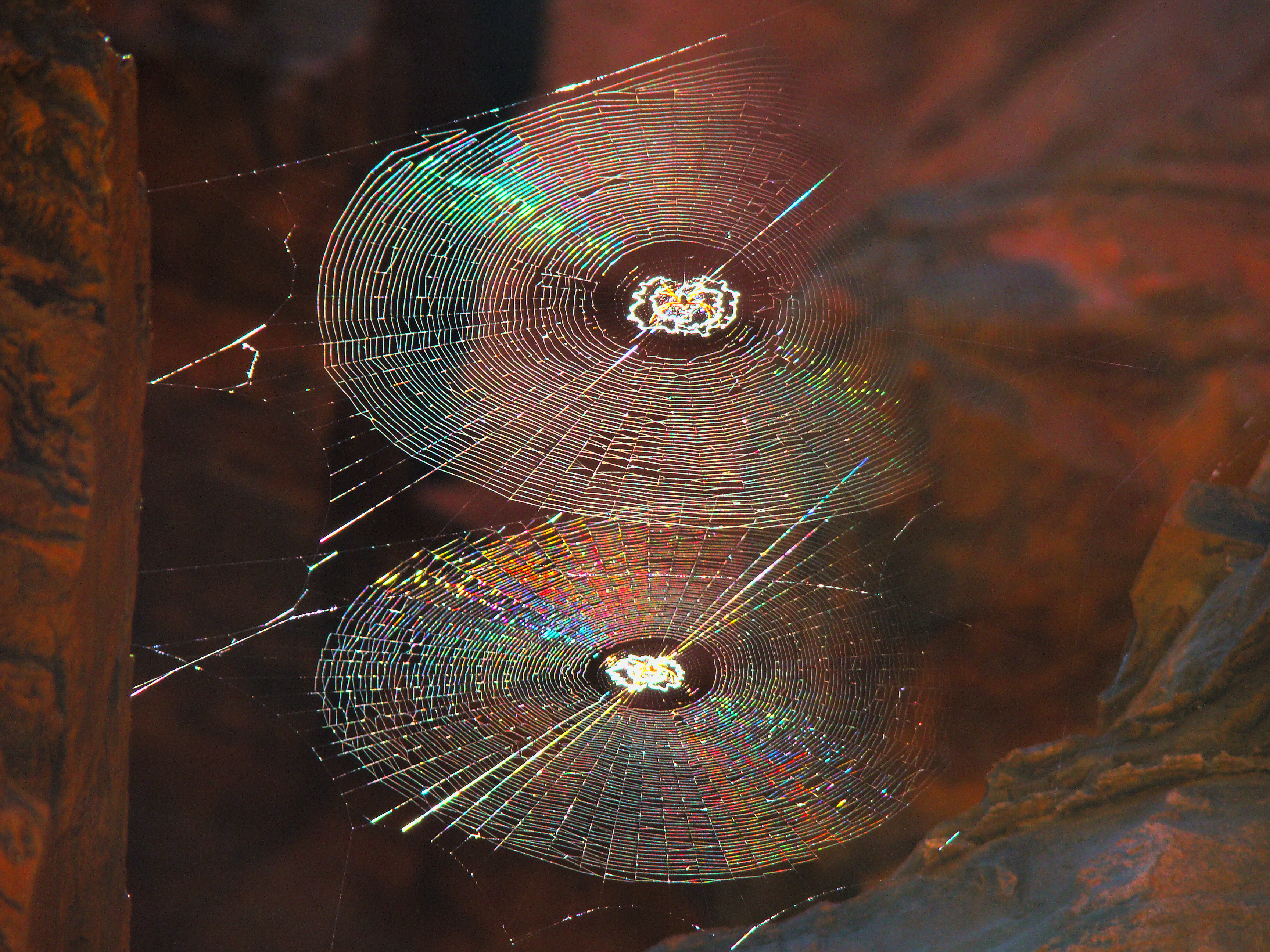
Ragnatele a spirale
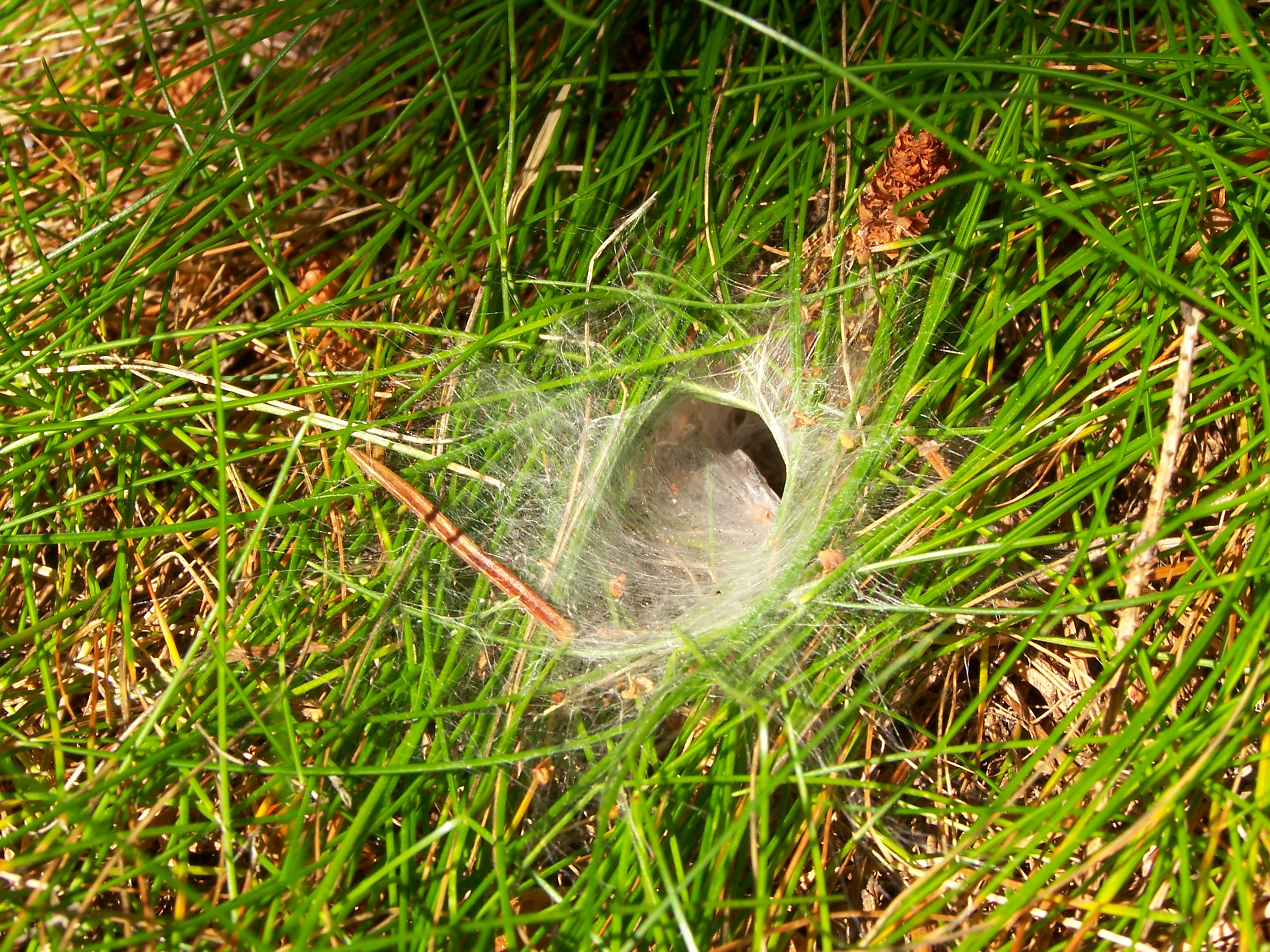
Ragnatela tubolare

Si usano diversi tipi di seta nella costruzione delle ragnatele, inclusa una "adesiva" seta di cattura, o una seta di cattura "lanuginosa" a seconda del tipo di ragno. Le ragnatele sono poste su piano verticale, orizzontale o in qualunque angolo. Le ragnatele più comuni trovate nella famiglia dei ragni che costruiscono ragnatele a foglio hanno degli agglomerati informi di seta al di sopra. Servono per disorientare l'insetto, rendendolo più vulnerabile all'intrappolamento nella ragnatela sottostante. Aiutano anche il ragno a proteggersi da predatori come uccelli e vespe.

## Costruzione delle ragnatele

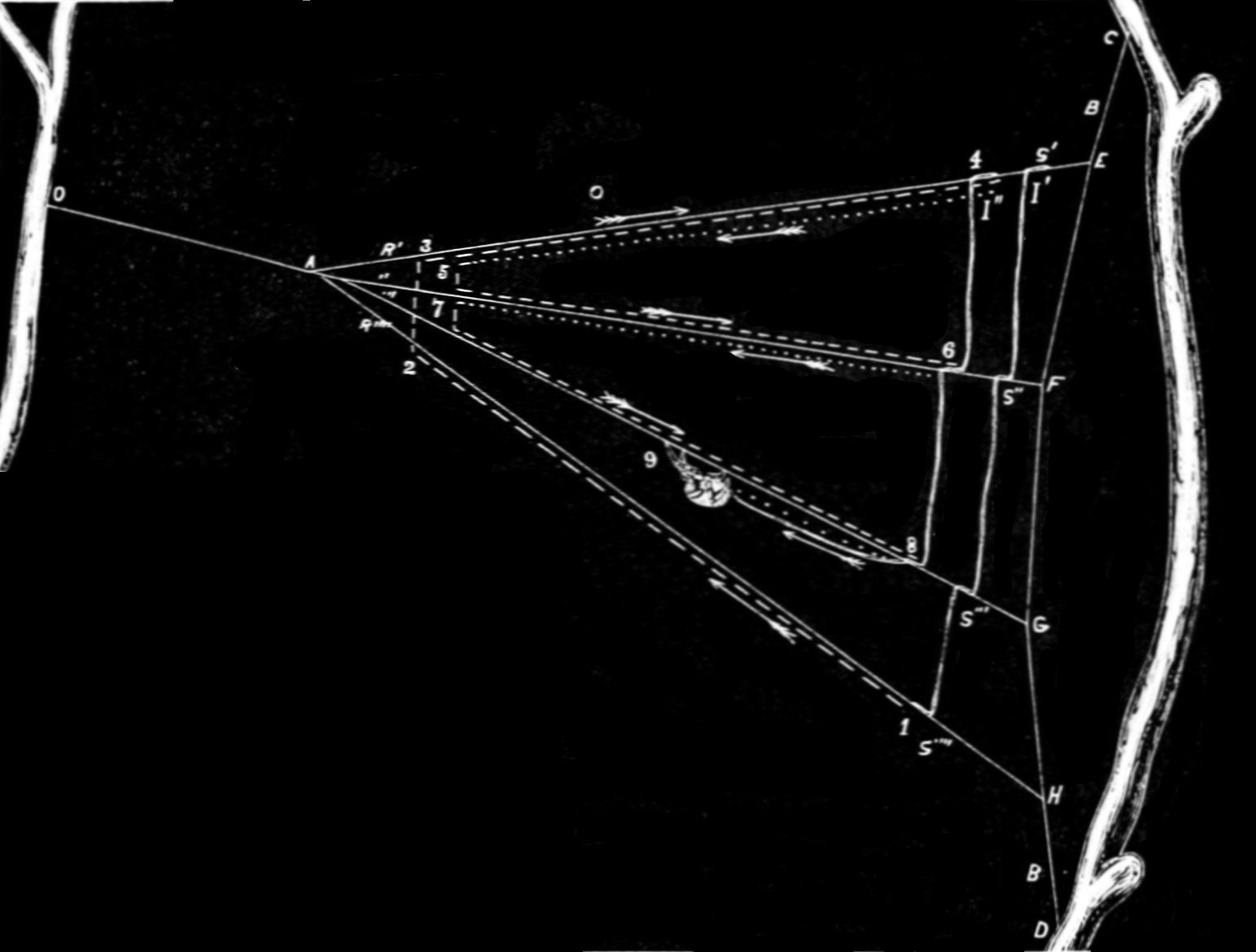
Schema della costruzione di una ragnatela.

Le ragnatele vengono costruite attraverso l'unione della seta in vari punti ben precisi perché la ragnatela regga la tensione, la pressione e il peso. Il ragno si cala da una estremità che poi sarà il punto di partenza della costruzione. Durante la "caduta libera", il ragno emette un filo di tela, che condurrà fino al punto desiderato. Quindi risalirà fino al punto di partenza, si porterà più avanti, e si "lancerà" nuovamente, arrivando ad un altro punto dell'albero/muro/superficie che sia. Compiuta più volte l'azione, userà i fili così costruiti per buttarsi più in basso, intrecciando man mano la tela, lavorata per mezzo di apposite zampe a "pettine", e unendo in alcuni punti i fili precedentemente costruiti con altri.

## Uso delle ragnatele
Le ragnatele sono usate dai ragni per diversi scopi:
- cattura delle prede (che si incastrano nella tela)
- conservazione delle prede
- trasporto (vela)
- riti nuziali[5]
- conservazione delle uova (sacco ovigero).

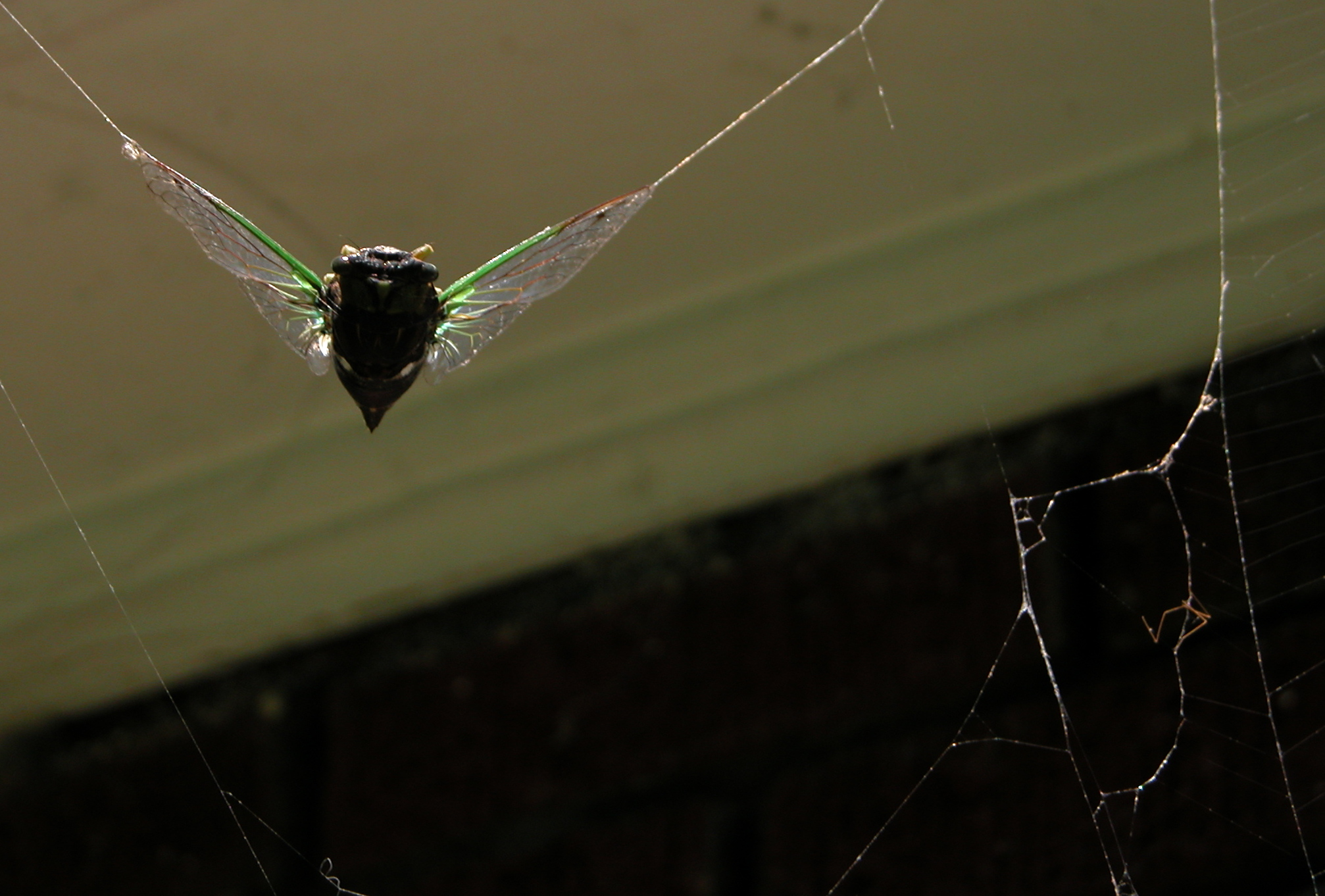
Cicala catturata in una ragnatela
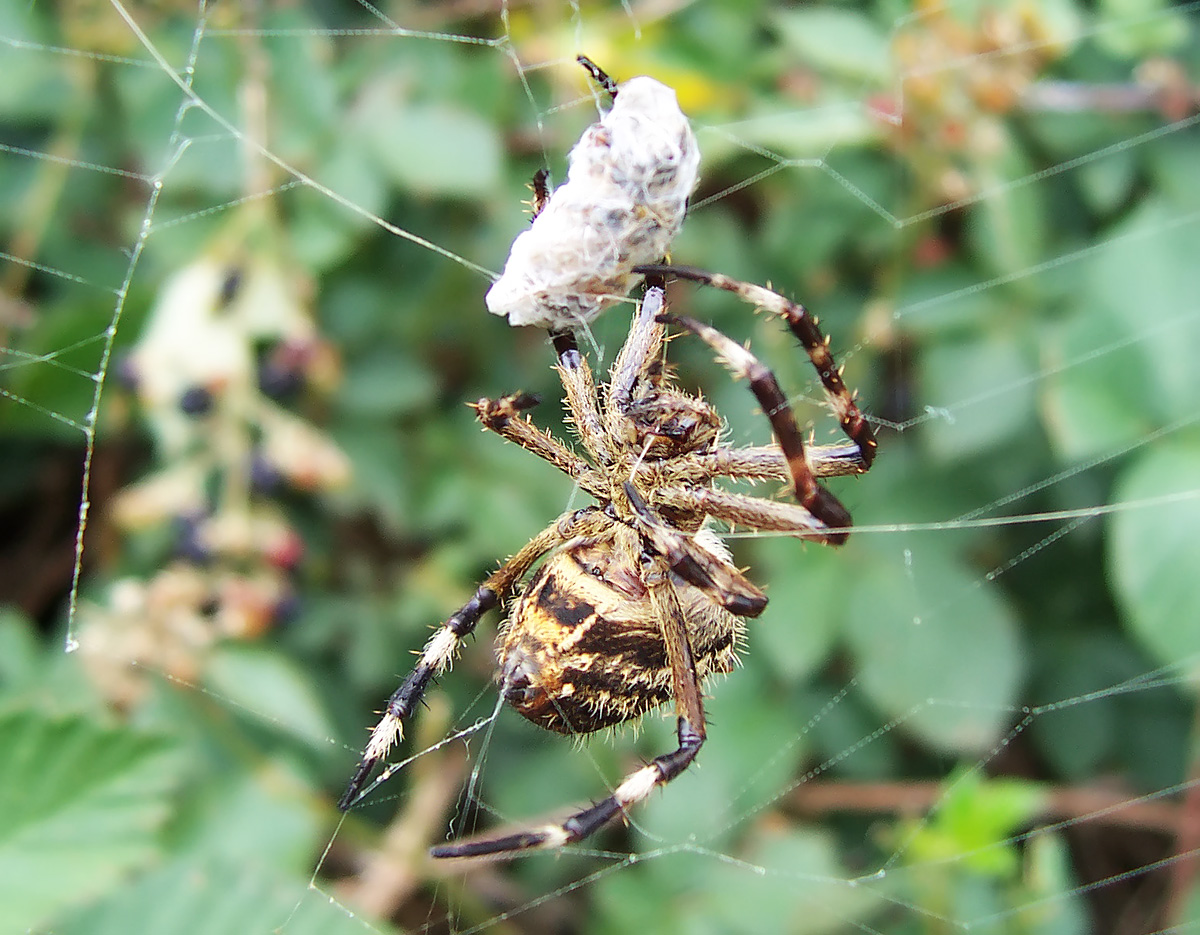
Un ragno avvolge la sua preda per conservarla
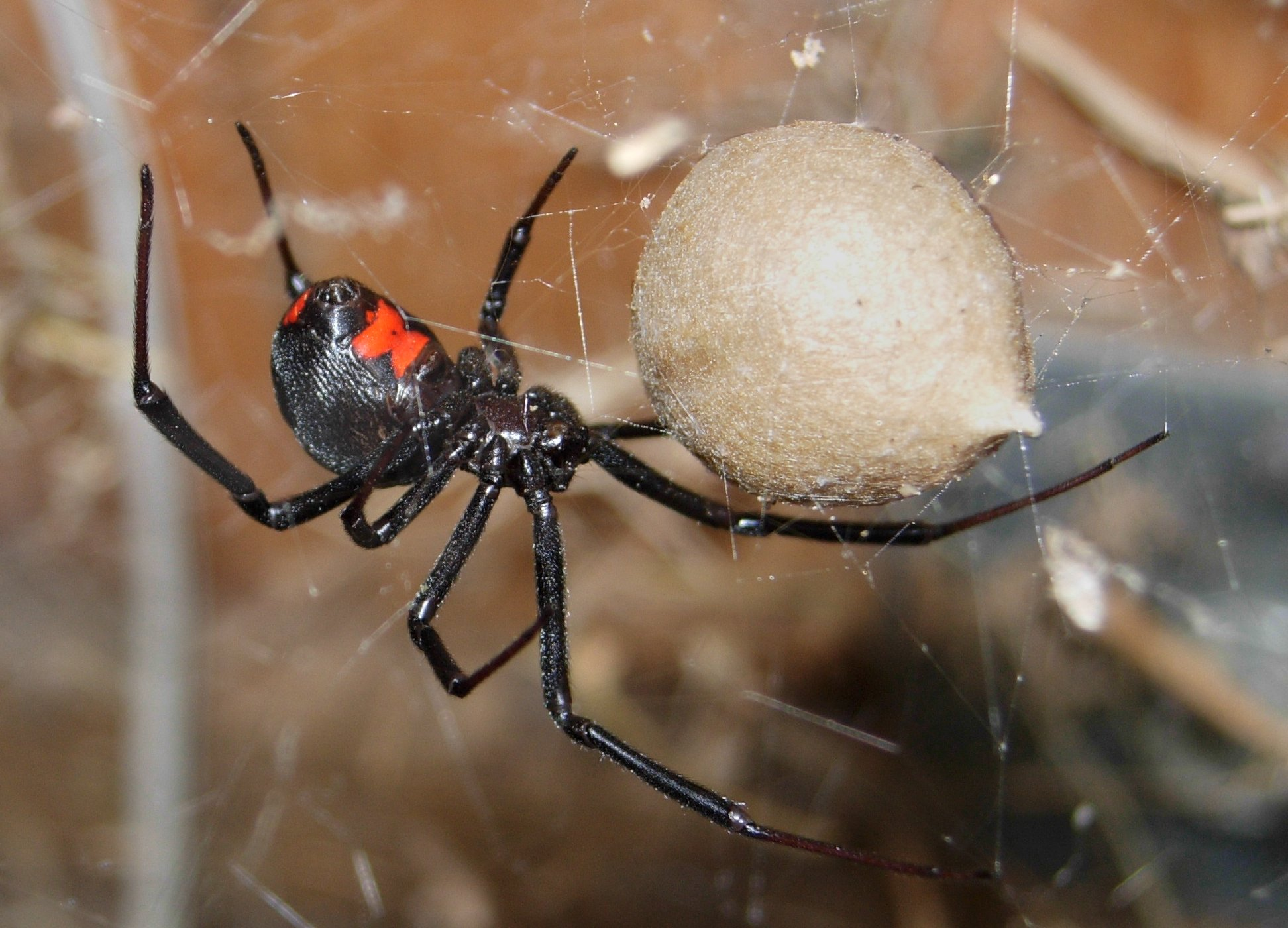
Sacco ovigero di una vedova nera

## Chimica delle ragnatele

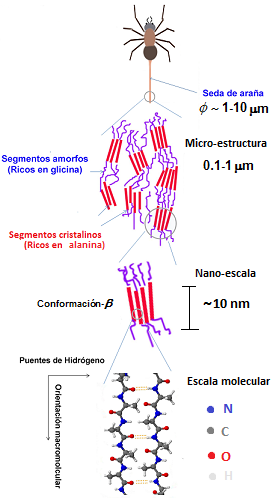
Struttura chimica della ragnatela

La ragnatela è formata da due tipi di filamenti di seta. Questi filamenti sono creati da ghiandole speciali, chiamate ghiandole della seta o filiere, che contengono delle particolari proteine in grado di produrla continuamente.
Il primo tipo di filamento, rivestito da un liquido ghiandolare vischioso, è creato dal ragno per intrappolare gli insetti di cui si ciba. Il secondo è composto da un particolare tipo di seta chiamata "dragline" (in inglese, filo teso). Questo secondo tipo è particolarmente studiato da molti ricercatori per via delle sue proprietà tecniche, quali la resistenza alla pressione (di circa sei volte superiore a quella dell'acciaio), la flessibilità e l'elasticità.
La seta "dragline" è costituita da due proteine dette MaSp1 e MaSp2, entrambe composte da sequenze amminoacidiche ripetute, simili ma non identiche, ricche in alanina, glicina, glutamina e prolina, e all'estremità carbossi-terminale di ciascuna proteina sono presenti circa 100 residui amminoacidici non ripetuti e altamente conservati.

## Ragnatele fossili
In un campione di ambra rinvenuto in sedimenti del cretaceo inferiore a Bexhill, nel Sussex orientale, sono stati osservati i filamenti di ragnatela più antichi fino ad oggi conosciuti. Le ragnatele sono state attribuite a ragni apparentati agli attuali Araneidae, chiamati ragni giardinieri e caratterizzati dal tessere ragnatele lungo i cui filamenti sono presenti piccole distanziate gocce di sostanza incollante per catturare le prede; tracce di queste gocce sono state osservate nei campioni conservati in ambra. L'età del sedimento rivela che ragni in grado di tessere ragnatele esistevano prima della comparsa delle piante floreali, comparsa che si ritiene responsabile della diffusione degli insetti alati che costituiscono oggi i principali organismi catturati dalle ragnatele.

## Curiosità

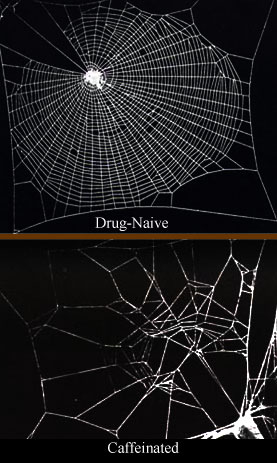
Nella parte superiore dell'immagine, una normale ragnatela. Sotto, una ragnatela costruita da un ragno a cui è stata somministrata della caffeina.

- In una ricerca del 1995, le ragnatele sono state utilizzate per verificare l'effetto tossico di alcune sostanze.[7]

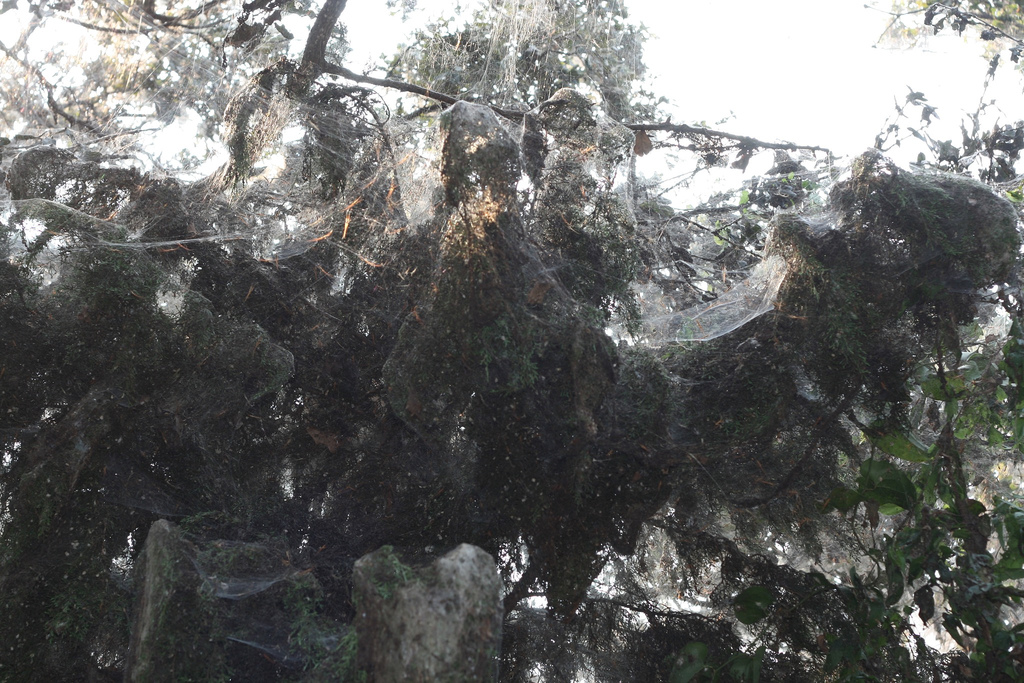
Ragnatela gigante del lago Tawakoni.

- I ragni come specie non sono animali sociali che vivono in gruppi e collaborano tra di loro. Tuttavia, gli entomologi del Texas hanno scoperto nella riserva naturale di Tawakoni (agosto 2007) una ragnatela enorme (di circa 180 metri) prodotta da una colonia di ragni di 10 specie differenti che hanno collaborato assieme. L'enorme ragnatela è divenuta una formidabile trappola per insetti e per zanzare, e ha aumentato la capacità di questi animali di sostenersi, confermando appunto una delle funzioni fondamentali del vivere in società (procurarsi più cibo).[8]

## La ragnatela in letteratura e nei film
- Italo Calvino si ispira alla ragnatela per descrivere, nel suo libro "Le città invisibili", l'immaginaria città-ragnatela chiamata Ottavia. Ottavia è edificata in sospensione tra due precipizi, fatta di corde, teleferiche e case a sacco, che a differenza delle altre città tende a svilupparsi verso il basso. La ragnatela qui rappresenta relazione, leggerezza (qualità cara a Calvino), sospensione, ma più di tutto fragilità. Per lo scrittore la città Ottavia, che prende forse nome dalle otto zampe dei ragni, non è più in pericolo delle altre città terrene e non aeree, perché la fragilità è condizione universale.
- L'Uomo Ragno è un supereroe (protagonista di fumetti, cartoni animati e film) che può creare ragnatele (in alcune versioni sintetiche, in altre naturali) per combattere i suoi nemici ed oscillare per edifici e palazzi, intrappolare o salvare le persone e creare bendature.

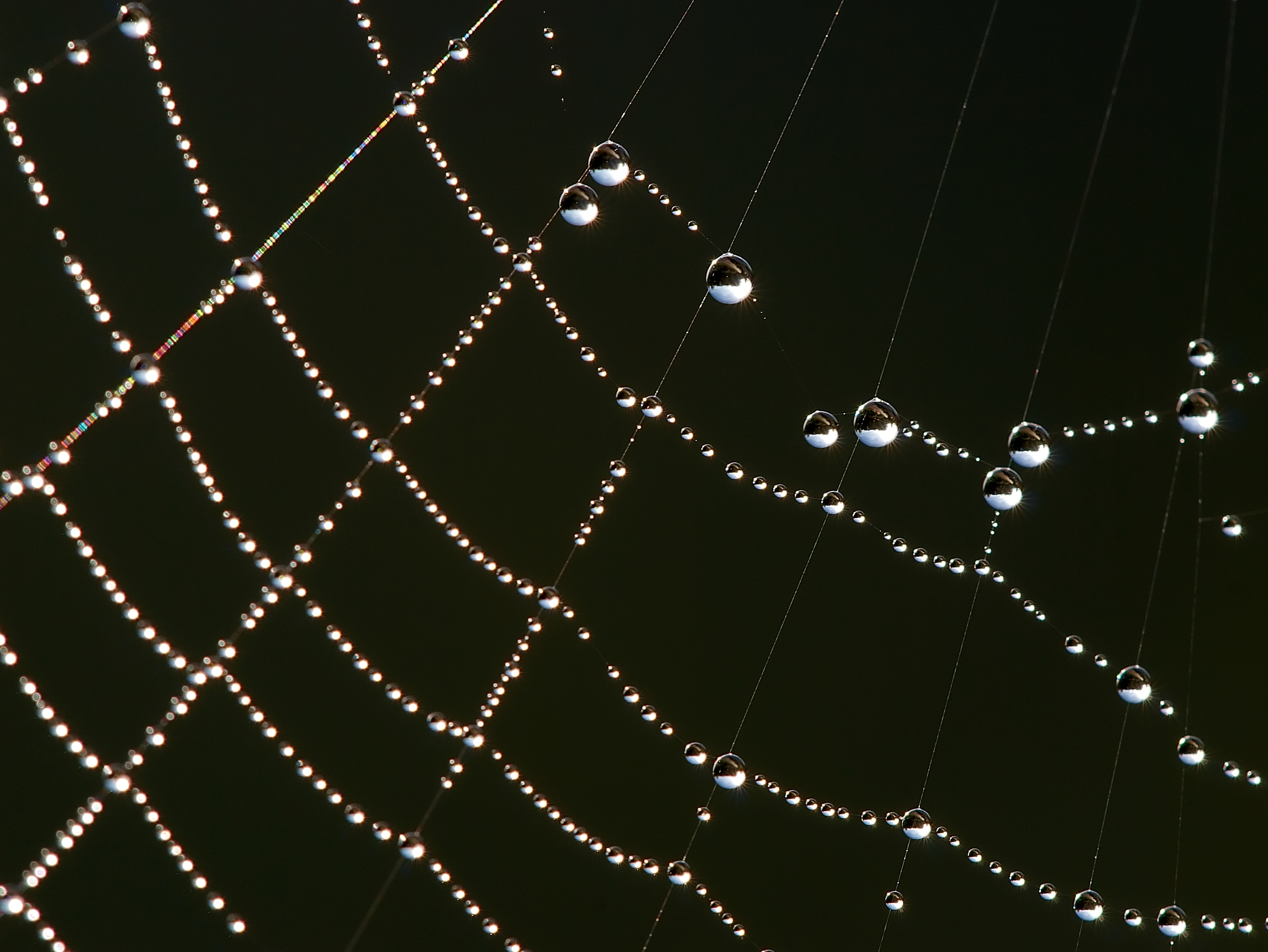
Rugiada mattutina su una ragnatela.